# Abborrtjärnen (Bjurholms socken, Ångermanland, 710354-166839)
Abborrtjärnen är en sjö i Bjurholms kommun i Ångermanland och ingår i Öreälvens huvudavrinningsområde.